# Baze
Baze (* 10. April 1980; bürgerlicher Name Basil Anliker), auch Broccoli George, ist ein Berner Mundart-Rapper, Grafiker und Mitglied der Chlyklass-Crew, der auch Wurzel 5 und PVP angehören. Zusammen mit dem Producer Elwont a.k.a. Jonny Bunko gründete er im Jahre 2005 das Acid-Rap-Projekt Boys on Pills. Baze gehört zudem seit 2012 dem Rap Projekt Temple of Speed an. Seit 2021 tritt er mit Fabian M. Müller auch als Kraake auf.

## Leben
Basil Anliker wurde am 10. April 1980 geboren. Zum Hip-Hop kam er Ende der Neunzigerjahre über DJ Skoob und den Rapper Thomes, beides ehemalige Mitglieder von Disco Inferno. Gemeinsam mit ihnen gründete er die Gruppe Thomes&Baze (auch Double Dragon), die sich der Chlyklass anschloss. Im Jahr 2000 veröffentlichten sie die Vinyl-EP Amoklouf. Im Folgejahr begann Baze seine Solokarriere mit der EP Himutruurig.

### Werke
Bekannt wurde der Rapper vor allem durch seine EP Himutruurig und die beiden Alben Item und Mis Meitli. Allerdings war er auch einer ganzen Reihe anderer Projekte beteiligt. Dazu gehört etwa das Chlyklass-Gesamt-Album ke Summer aus dem Jahr 2005. Zwei Jahre später erarbeitete er mit der Rock-Gruppe Secondo das Live-Album Unplugged. Des Weiteren ist Baze Mitglied der Elektro-Rap-Formation Boys on Pills, mit denen er drei Alben veröffentlichte (Bestplatzierung: Top 14. CH-Album-Charts 2012), und der Tequila Boys, die 2009 das Live-Album Live im Anker von Rumpelstilz neu aufführten.

## Diskografie

### Alben und EPs
- 2001 - Amoklouf (Vinyl-EP, zusammen mit Thomes)
- 2003 - Himutruurig (EP)
- 2004 - Item (Soloalbum)
- 2005 - Ke Summer (Album, zusammen mit Chlyklass)
- 2006 - Mis Meitli (Soloalbum)
- 2007 - Boys on Pills - Boys on Pills Vol. 1 (Album, mit Elwont aka Jonny Bunko)
- 2007 - Unplugged (Live-Album)
- 2008 - Boys on Pills - Supersonisch (B.O.P. Vol. 2, Album, mit Elwont aka Jonny Bunko)
- 2009 - Tequila Boys - live im Anker (Rumpelstilz Reloaded - live Album)
- 2010 - D’Party isch vrbi (Soloalbum)
- 2012 - Boys on Pills - Nacht (B.O.P. Vol. 3, Album, mit Elwont aka Jonny Bunko)
- 2012 - Temple of Speed - 10 Tracks - Vol. 3 (mit Tinguely Dä Chnächt, Skor, Sterneis und EKR)
- 2012 - Unger Strom
- 2012 - Temple of Speed - 10 Tracks - Vol. 4 (mit Tinguely Dä Chnächt, Skor, Sterneis, Kalmoo und EKR)
- 2014 - Temple of Speed - 20 Tracks - Vol. 5 (mit Tinguely Dä Chnächt, Skor, Sterneis, Kalmoo, Stereo Luchs und EKR)
- 2015 - Temple of Speed - 10 Tracks - Vol. 6 (mit Tinguely Dä Chnächt, Skor, Sterneis, Kalmoo, Stereo Luchs, CapoCris und EKR)
- 2015 - Wieso immer mir? (Album, zusammen mit Chlyklass)
- 2017 - Bruchstück
- 2018 - Gott
- 2019 - Aus i üs
- 2020 - Aus wo fägt
- 2020 - Deitinge Nord (Album, zusammen mit Chlyklass)
- 2020 - Aus blibt angers
- 2021 - Aus lüter bitte!
- 2021 - Kraake (Kraake)
- 2025 - Brot

### Videos
- 2003 - Himutruurig
- 2004 - Leider
- 2004 - Aus
- 2005 - Summer für immer (zusammen mit Serej, Krust & Poul Prügu)
- 2006 - Ender weniger
- 2006 - Mis Extasy (Boys on Pills)
- 2008 - Jet Set / Easy (Boys on Pills)
- 2009 - Du hesch ke … (zusammen mit Webba)
- 2010 - So simer (zusammen mit Phantwo)
- 2010 - Remerooouuun
- 2011 - D’Party isch vrbi / Unger Tüflä feat. Endo Anaconda
- 2017 - Blöder Geits Nümm
- 2017 - Gäu
- 2018 - A1
- 2018 - Voruss
- 2018 - Roscht
- 2018 - Gfärssä
- 2018 - Näbu
- 2019 - Hinger Üs (Anemonen RMX)
- 2019 - I Mire Hut
- 2020 - Glück
- 2020 - Baze & Fabian M. Mueller «Abstand Session»
- 2020 - Suber
- 2020 - I Muess Nüt
- 2020 - Aus Wo Fägt
- 2020 - Vo Nüt Us (feat. Rashid)
- 2021 - Ü40
- 2021 - Geili nöii Wäut
- 2021 - Solala (Kraake)